# Cheironchus brachyurus
Cheironchus brachyurus är en rundmaskart som först beskrevs av Allgen 1959.  Cheironchus brachyurus ingår i släktet Cheironchus och familjen Selachinematidae. Inga underarter finns listade i Catalogue of Life.